# Émile Sartorius
Émile Sartorius (Roubaix, 1 d'abril de 1885 - novembre de 1933) fou un futbolista francès de la dècada de 1900.

## Trajectòria
Fou internacional amb França, amb qui disputà cinc partits i marcà dos gols entre 1906 i 1908. Participà en els Jocs Olímpics de 1908. Tota la seva carrera la passà al RC Roubaix, amb qui guanya cinc campionats de França.

## Palmarès
- Campionat de França de futbol:
  - 1902, 1903, 1904, 1906, 1908